# Atrichotmethis
Atrichotmethis is een geslacht van rechtvleugeligen uit de familie Pamphagidae. De wetenschappelijke naam van dit geslacht is voor het eerst geldig gepubliceerd in 1943 door Uvarov.

## Soorten
Het geslacht Atrichotmethis  is monotypisch en omvat slechts de volgende soort:
- Atrichotmethis semenovi (Zubovski, 1899)